# دامنه‌های مرجع در آزمایش خون
رنج مرجع آزمایش خون در پزشکی به رنج نرمال مربوط به همه آزمایش‌های خونی است که به وسیلهٔ گروهی از خبرگان پزشکی تهیه شده و در کنترل و درمان هر بیماری به آن‌ها برگشت داده می‌شوند. این مرجع‌ها زیر مجموعه‌ای از شیمی بالینی و آسیب‌شناسی هستند.
برای تفسیر هر نتیجه آزمایش خون باید به مرجع‌های ارائه شده توسط همان آزمایشگاهی مراجعه نمود که آنالیزها در آن انجام شده‌است.